# مک‌کینی (تگزاس)
مک‌کینی، تگزاس(به انگلیسی: McKinney, Texas) شهری در ایالت تگزاس از ایالات جنوبی ایالات متحده آمریکا است. این شهر قسمتی از کلان‌شهر دالاس-فورت وورث است. در سرشماری سال ۲۰۰۰، جمعیت این شهر ۱۲۷۶۷۱ نفر اعلام شد.